# Bournazel, Tarn
Bournazel är en kommun i departementet Tarn i regionen Occitanien i södra Frankrike. Kommunen ligger i kantonen Cordes-sur-Ciel som tillhör arrondissementet Albi. År 2022 hade Bournazel 237 invånare.

## Befolkningsutveckling
Antalet invånare i kommunen Bournazel
| Referens: INSEE |